# کازوناری موراکامی
کازوناری موراکامی (انگلیسی: Kazunari Murakami؛ زادهٔ ۲۹ نوامبر ۱۹۷۳) جودوکار، ورزشکار هنرهای رزمی ترکیبی و کشتی‌گیر کشتی حرفه‌ای اهل ژاپن است.